# Alversund
Alversund est un village de Norvège dans le comté de Vestland.

## Personnalité
- Nils Hjelmtveit